# 압둘 칼람
아불 파키르 자눌라브딘 압둘 칼람(힌디어: अवुल पकिर जैनुलाब्दीन अब्दुल कलाम, 타밀어: ஆவுல் பக்கிர் ஜைனுலாபுதீன் அப்துல் கலாம், 1931년 10월 15일~2015년 7월 27일)은 인도의 항공우주공학자이자 정치인으로 2002년부터 2007년까지 인도의 제11대 대통령을 지냈다. 타밀나두주 라메스와람에서 태어나 자랐으며 물리학과 항공우주공학을 공부했다. 그는 이후 40년 동안 주로 국방연구개발기구(DRDO)와 인도우주연구기구(ISRO)에서 과학 및 과학 행정가로 지냈으며, 인도의 민간 우주 프로그램과 군사 미사일 개발 노력에 밀접하게 관여했다. 그는 탄도 미사일과 발사체 기술 개발에 대한 업적으로 인도의 미사일맨으로 알려지게 되었다. 그는 또한 1974년 인도의 최초 핵실험 이후 처음으로 1998년 인도의 포카란 2차 핵 실험에서 중추적인 조직적, 기술적, 정치적 역할을 했다.
칼람은 집권당인 인도 인민당과 당시 야당이었던 인도 국민회의의 지지를 받아 2002년 인도의 제11대 대통령으로 선출되었다. "국민 대통령"으로 널리 불린 그는 단임 후 교육, 저술, 공직의 시민 생활로 돌아왔다. 그는 인도의 가장 높은 민간 명예인 바라트 라트나를 포함한 여러 권위 있는 상을 받았다.
2015년 7월 27일, 칼람은 인도 경영 연구소 실롱에서 강의를 하던 중 83세의 나이로 심장마비로 사망했다. 그의 고향인 라메스와람에서 열린 장례식에는 국가급 고위 인사들을 포함한 수천 명이 참석했으며, 그는 그곳에서 국가 예우를 갖춰 매장되었다.

## 어린 시절 및 교육
압둘 칼람은 1931년 10월 15일, 팜반섬의 라메스와람 순례지에서 타밀나두주의 한 무슬림 가정에서 태어났다. 그의 아버지 자눌라브딘 마라카야르는 보트 소유주이자 지역 모스크의 이맘이었고, 어머니 아시암마는 주부였다. 그의 아버지는 힌두교 순례자들을 라메스와람과 지금은 사람이 살지 않는 다누시코디 사이를 왕복하는 페리를 소유하고 있었다. 칼람은 그의 가족 중 4명의 형제와 1명의 자매 중 막내였다. 그의 조상들은 부유한 마라카야르 상인 및 지주였으며, 수많은 부동산과 넓은 땅을 가지고 있었다. 그의 조상이 부유한 마라카야르 상인임에도 불구하고, 칼람이 태어났을 때 가문은 1920년대에 대부분의 재산을 잃었고 가난에 시달렸다. 마라카야르는 타밀나두주와 스리랑카 해안에서 발견되는 이슬람교 민족으로 아랍 상인과 현지 여성의 후손이라고 주장한다. 그들의 사업은 본토와 섬 사이를 오가며 식료품을 거래하고, 본토와 팜반섬 사이를 순례하는 것을 포함했다. 어린 소년이었을 때 그는 가족의 박약한 수입을 늘리기 위해 신문을 팔아야 했다. 그러나 1914년 팜반대교가 본토로 개통되면서 사업은 실패했고 조상들의 집을 떠나서 가산과 재산을 잃었다.
학창시절, 칼람은 평균적인 성적을 받았지만, 배우고자 하는 욕구가 강한 밝고 열심히 공부하는 학생으로 묘사되었다. 그는 그의 공부, 특히 수학에 많은 시간을 보냈다. 라마나타푸람에 있는 슈바르츠 고등학교에서 교육을 마친 후, 칼람은 1954년 마드라스 대학교에 소속된 세인트 요셉 대학교에 입학하여 물리학을 전공하였다. 그는 1955년 마드라스 공과대학교에서 항공우주공학을 공부하기 위해 마드라스로 이사했다. 칼람이 상급반 프로젝트를 진행하는 동안, 학장은 그의 진도 부족에 불만을 품고 앞으로 3일 이내에 프로젝트가 끝나지 않으면 장학금을 취소하겠다고 위협했다. 칼람은 마감일을 맞추면서 학장에게 깊은 인상을 남겼고, 학장은 나중에 "당신에게 스트레스를 주고 어려운 마감일을 맞춰달라고 부탁했다"고 말했다. 그는 예선들에서 9위를 했고, 인도 공군(IAF)에서 겨우 8개의 직위만이 가능했기 때문에 전투기 조종사가 되는 꿈을 이루는 것을 가까스로 놓쳤다.
1980년에 그는 당시 인도 총리를 만났다. 인디라 간디 이는 인도의 핵무기 과학 및 기술의 기반으로 간주된다.

## 대통령직
칼람은 코체릴 라만 나라야난의 뒤를 이어 인도의 재11대 대통령을 지냈다. 그는 2002년 대통령 선거에서 922,884표를 얻어 107,366표를 얻은 락슈미 사갈을 제치고 당선되었다. 그의 임기는 2002년 7월 25일부터 2007년 7월 25일까지였다.
2002년 6월 10일, 당시 집권하고 있던 국민민주동맹(NDA)은 칼람을 대통령직에 지명할 것이라고 표명했고, 사마와디당과 국민회의당 모두 칼람의 입후보를 지지했다. 사마와디당이 칼람에 대한 지지를 발표한 후 나라야난은 연임을 하지 않기로 결정했고, 현장은 명확해졌다. 칼람은 후보 발표에 대해 이렇게 말했다.
너무 벅차요. 인터넷과 다른 매체에서 저는 어디에서나 메시지를 요청받았다. 저는 이 시점에서 그 나라 사람들에게 어떤 메시지를 줄 수 있을지 고민하고 있었다.

6월 18일, 칼람은 아탈 비하리 바지파이와 그의 고위 내각 동료들과 함께 자신의 지명 서류를 인도 의회에 제출했다.

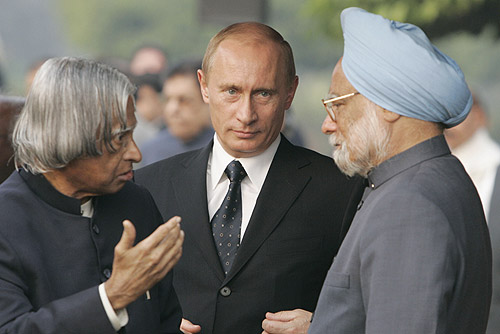
대통령 재임 중 칼람과 블라디미르 푸틴, 만모한 싱

2002년 7월 15일, 의회와 주의회에서 실시된 대통령 선거 투표는 언론들이 칼람의 승리가 기정사실이라고 주장하면서 시작되었다. 칼람은 쉬운 승리로 인도 공화국의 제11대 대통령이 되었고, 7월 25일, 취임 선서를 한 후 라슈트라파티 바반으로 자리를 옮겼다. 칼람은 인도의 대통령이 되기 전에 인도의 최고 명예인 바라트 라트나를 받은 세 번째 대통령으로, 사르베팔리 라다크리슈난 (1954년)과 자키르 후세인 칸 (1963년)은 인도의 대통령이 된 바라트 라트나의 초기 수상자였다. 그는 또한 라슈트라파티 바반을 차지한 최초의 과학자이자 첫 번째 총각이었다.
대통령 임기 동안 그는 수익법안에 서명하는 것이 자신의 재임 기간 동안 내린 결정 중 가장 어려운 결정이었다고 말하며 "국민 대통령"으로 애칭되었다. 칼람은 재임 기간 동안 자신에게 제출된 21건의 자비 탄원서 중 20건의 운명을 결정하는 데 있어 그의 부작위로 비판을 받았다. 인도 헌법 제72조는 인도 대통령이 사면을 허가하고 사형수의 사형 선고를 유예하거나 감형할 수 있는 권한을 부여하고 있다. 칼람은 대통령 재임 5년 동안 단 한 번의 자비 탄원만으로 행동했고, 후에 교수형에 처해진 강간범 단조이 채터지의 탄원을 거부했다. 아마도 가장 주목할 만한 탄원은 2001년 12월 인도 의회 공격에서 공모 혐의로 유죄 판결을 받고 2004년 인도 대법원에서 사형 판결을 받은 카슈미르인 테러리스트 아프잘 구루로부터였을 것이다. 선고는 2006년 10월 20일, 실시될 예정이었지만, 그의 자비심에 대한 미결 소송으로 인해 그는 사형수로 남게 되었다. 그는 또한 2005년 비하르주에서 대통령 통치를 시행하기로 논란의 여지가 있는 결정을 내렸다.
2003년 9월, PGI 찬디가르에서 열린 대화식 세션에서 칼람은 인도의 인구를 고려하여 인도의 통일 민법의 필요성을 지지했다.

## 사생활
칼람은 5남매 중 막내로 누나 아심 조흐라 (1997년 사망), 형 모하메드 무투 메라 레바이 마라카야르 (1916년 11월 5일~2021년 3월 7일), 무스타파 칼람 (1999년 사망)과 카심 모하메드 (1995년 사망)를 두었다. 그는 평생 동안 형들과 그들의 대가족들과 매우 가까웠으며, 정기적으로 그의 나이든 친척들에게 적은 돈을 보내며, 그 자신은 평생 독신으로 지냈다.
칼람은 청렴함과 소박한 생활방식으로 유명했다. 그는 결코 텔레비전을 소유하지 않았고, 오전 6시 30분이나 7시에 일어나서 새벽 2시까지 자는 습관이 있었다. 그의 몇 안 되는 개인 소유물에는 그의 책, 비냐, 옷, CD 플레이어, 노트북이 포함되어 있었다. 그가 죽었을 때, 그는 유언장을 남기지 않았고, 그의 소유물들은 그를 살아남은 큰형에게 돌아갔다.

## 역대 선거 결과
| 선거명      | 직책명        | 대수 | 정당   | 득표율 | 득표수    | 결과 | 당락 |
| ----------- | ------------- | ---- | ------ | ------ | --------- | ---- | ---- |
| 2002년 선거 | 인도의 대통령 | 11대 | 무소속 | 89.6%  | 922,884표 | 1위  |      |

## 같이 보기
- 포카란 2차 핵 실험